# Приостановка работы правительства США (1995—1996)
Приостановка работы правительства США 1995—1996 годов (англ. The Federal Government shutdown of 1995-1996) была 17-й по счёту приостановкой работы федерального правительства с появления данного понятия в 1976 году и являлась самой долгой до 1 октября 2013 года, когда началась 18-я по счёту приостановка. Основной причиной полного или частичного закрытия федеральных агентств страны стали разногласия между различными органами законодательной и исполнительной власти страны. Закрытие распадалось на два близких периода. Первый период заморозки работы федеральных агентств имел место между 14 и 19 ноября 1995 года, а второй между 16 декабря 1995 и 6 января 1996 года. В сумме полное или частичное прекращение работы продолжалось 28 дней.

## Причины и предпосылки
Конгресс США, большинство мест в котором (56 %) на тот момент контролировала довольно консервативная Республиканская партия США, выражал своё несогласие с более либеральным президентом-демократом Биллом Клинтоном по вопросам бюджетной политики, которые касались здравоохранения, образования, поддержки малоимущих и прочего. Визуально основной словесный конфликт происходил между президентом Клинтоном и спикером Палаты Представителей Конгресса США Ньютом Гингричем. Накануне официального закрытия руководство консервативно настроенных республиканцев из Конгресса фактически выставило действовавшему президенту ультиматум, угрожая закрыть работу правительственных учреждений в случае, если он не откажется от планов по внедрению реформ. Не придя к согласию, они вынудили федеральные агентства правительство США официально прекратить свою работу.

## Последствия закрытия
Около 600 000 сотрудников отделов федеральных агентств, которые были признаны некритическими (около 40 % от их общего числа в 2,1 млн человек) были автоматически отправлены в отпуск без содержания. За три недели простоя эти работники недополучили зарплаты на более чем 400 млн долларов США. Без работы на это время остались 97 % сотрудников НАСА, все сотрудники национальных парков и федеральных музеев страны. Также прекращалась выдача загранпаспортов (более 200 тысяч в день) и обработка миграционных документов (20-30 тысяч в день). Во время закрытия правительства курс долларa по отношению к мировой корзине валют ослаб; за время закрытия фондовые рынки США потеряли около 4 % их стоимости накануне закрытия. Закрытые нанесло сильный удар по национальным авиакомпаниям, а также по частным компаниям, выполняющим госзаказы, уменьшившиеся в объёмах на 20 %, по сравнению с аналогичным периодом прошлого года. В результате, косвенный ущерб превысил $3,7 млрд долларов, а общий составил порядка 4,1 млрд долларов США, поглотив около 0,25 % годового роста ВВП.